# Svatojanské proudy (opera)
Svatojanské proudy je opera o čtyřech jednáních českého skladatele Josefa Richarda Rozkošného. Libreto napsal původně v německém jazyce Eduard Rüffer (pod názvem Die Moldaunixe, tj. Vltavská víla), do češtiny je přeložil František Adolf Šubert. Poprvé byla uvedena 3. října 1871 v pražském Prozatímním divadle se značným úspěchem a spolu s pozdější Popelkou byla nejoblíbenější Rozkošného operou.

## Vznik a historie díla
Po úspěchu Mikuláše (1870) se J. R. Rozkošný obrátil k ambicióznějšímu plánu velké romantické opery. V nouzi o domácí libretisty se nakonec přiklonil ke stejnému řešení, jako Bedřich Smetana v případě Dalibora a Libuše vznikajících ve stejné době, totiž k německému libretu uznávaného literáta Eduarda Rüffera přeloženému mladým, v českém divadelním životě zběhlým Františkem Adolfem Šubertem, pozdějším ředitelem Národního divadla. Stejně jako v případě Mikuláše Rozkošnému s instrumentací pomohl jeho přítel, uznávaný skladatel a zkušený kapelník Karel Šebor.
Premiéru v Prozatímním divadle nedirigoval samotný skladatel, ale ujal se jí hlavní kapelník Bedřich Smetana, který dirigoval i její reprízy. Romantická opera vzbudila značný kritický ohlas a dosáhla velmi příznivého přijetí u obecenstva: ještě v měsíci říjnu se dočkala sedmi repríz.
První inscenace v Prozatímním divadle po říjnovém běhu 1871 na repertoár dávána s většími odstupy, což kritika kapelníkovi Smetanovi vyčítala. Přesto do roku 1874 dosáhla velmi dobrého počtu 18 repríz, což ji řadilo mezi nejoblíbenější domácí opery 70. let 19. století. Nová hudební nastudování následovala v roce 1877 (tři představení) a roku 1880 v mírně přepracovaném znění (dvě představení). V Národním divadle byly Svatojanské proudy uvedeny roku 1885 (šestkrát) a naposledy roku 1895 (pětkrát). Úspěšně je uvedlo rovněž Národní divadlo v Brně, poprvé roku 1887 – této inscenaci věnoval obsáhlý referát Leoš Janáček – a znovu v letech 1891 a 1913. V Městském divadle v Plzni ji uvedla společnost Pavla Švandy ze Semčic ml. poprvé roku 1892. Poslední profesionální inscenaci připravilo roku 1928 Divadlo sdružených měst východočeských. Mnohem častěji byla jako koncertní kus uváděna předehra k opeře.
Libreto bylo vydáno tiskem roku 1871 a roku 1882 byl Hudební maticí vydán i klavírní výtah opery – jako jedné z prvních českých oper a jako jediné Rozkošného opery vůbec.

## Charakteristika a kritika díla
Rüfferovo romantické libreto připomínající kouzelné hry oblíbené na přelomu 18. a 19. století bylo v době vzniku stále přitažlivé pro publikum, dobová kritika je však hodnotila jako zastaralé a tento přístup se dále stupňoval: František Pala o něm ve 30. letech 20. století píše: „Rüfferovo libreto je po všech stránkách slabá, napodobivá práce s vlivy Čelakovského, Máchovými, Goethovými (der Fischer) a lžiromantických povídek; o básnické dikci, vazbě a estetickém vkusu nelze ani hovořiti.“ Navíc dobová kritika žehrala na to, že překlad „bohužel není […] z nejpodařejnějších“ a obsahuje „mnohé germanismy a deklamační hříchy“. Způsob zachycení nadpřirozeného světa či loveckého prostředí navíc poukazovaly na německý literární romantismus spíše než na proklamované české lidové kořeny. Opera má v zásadě číslovou formu, a i když jsou zde pokusy o modernější českou deklamaci, je hlavním vzorem pro stavbu árií a ansámblů německá romantická opera ve stylu Carla Marii von Webera. Lyrická, „nasládlá“ melodika připomínala kritikům Gounoda, nebo Halévyho, byla však jedním z hlavních příčin diváckého úspěchu díla. I kritika oceňovala „melodickou plnost, bohatství ladných zvuků, svižnost zpěvu a tu a tam exotickým půvabem dýchající, efektní instrumentaci“; Jan Ludevít Procházka však se ptal, "zdali tyto tvary melodické mají také vlastní svoji tvářnost, zdali jsou čerpány přímo z idey dramatické čili zdali jsou více rázu povšechného." Až na řídké epizody převládá lyrická nálada, což vede k jisté jednotvárnosti, zvláště v kombinaci s malou vynalézavostí rytmickou, jejíž nedostatek považoval Leoš Janáček za hlavní vadu díla. Orchestrace (Šeborova) sklidila většinou pochvalu, ačkoli dobové názory ilustrují střet dvou estetických škol, z nichž jedna ji považovala za příliš hlomoznou a dominantní, zatímco druhá příliš krotkou a nedramatickou.
Podle Rozkošného pamětí Bedřich Smetana Svatojanské proudy chválil a vždy je rád dirigoval; Rozkošného soudobá korespondence s Karlem Šeborem se však Smetanův názor popisuje jako nepříznivý. Vztahy mezi Rozkošným a Smetanou navíc v první polovině 70. let 19. století nebyly vždy přátelské, Rozkošný byl po nějakou dobu šéfredaktorem hlavního orgánu Smetanových protivníků, Hudebních listů.
Největší životnost z díla si zachovala předehra Svatojanských proudů, která bývala hrána koncertně a několikrát i nahrána. Připomíná některé pasáže ze Smetanovy Vltavy a i některé novější práce považují za možné, že se jí Smetana inspiroval. Zatímco ztělesnění řeky Vltavy i hudební zachycení Svatojanských proudů v Rozkošného opeře mohlo být Smetanovi obecně jistou inspirací, původní znění opery z roku 1871 žádnou předehru neobsahovalo, což i někteří recenzenti s překvapením kritizovali. Ta byla doplněna až mnohem později pro novou inscenaci roku 1880, tedy několik let po vzniku Smetanovy skladby (1874), a vliv je proto opačný.

## Osoby a první obsazení
| osoba                                                     | hlasový obor | premiéra (3. 10. 1871)     |
| --------------------------------------------------------- | ------------ | -------------------------- |
| Čeněk, hrabě z Libočan                                    | baryton      | Josef Lev                  |
| Bořita, lesní                                             | bas          | Karel Čech                 |
| Julie, jeho dcera                                         | soprán       | Věkoslava Blažková-Ressová |
| Horymír, horník                                           | tenor        | Julius Souček              |
| Vltavka, vltavská víla                                    | soprán       | Anna Kupková               |
| Družka Juliina (Lidka)                                    | mezzosoprán  | Mathilda Bařínská          |
| (Slavoš)                                                  | baryton      | Josef Čapek                |
| Rytíři, myslivci, Juliiny družky, víly                    |              |                            |
| Dirigent: Bedřich Smetana, režisér: František Karel Kolár |              |                            |

## Děj opery

### 1. dějství
(Romantická lesní krajina s myslivnou, ráno) Starý Bořita, lesní na panství hraběte Čeňka z Libočan, vychází jednoho rána na lov se svou družinou (lovecká píseň Bořity se sborem myslivců Již tluče srdce radostí… Hluboký les jest lovce chýž) a dcera jeho, krásná Julie, zůstává doma o samotě, vzpomínaje miláčka svého Horymíra, mladého to horníka, kterýž se o ruku její uchází (árie Julie Na větvích rosa perlová). V tom přikvapí Horymír a sděluje s ní potěšitelnou zprávu, že se mu hledání zlata v dolech jílovských počíná dobře dařit. Plni nejkrásnějších snů a nadějí rozcházejí se oba milenci, potvrdivše si na novo přísahu věrnosti a lásky (duet Julie a Horymíra V ranním slunci, kvítku můj… Tisíce krásných, jarních kvítků zde). V krátce na to vrací se otec Juliin z lovu, kterýž byl dnešního rána šťastně dopadnul, a raduje se právě z bohaté své kořisti, an tu přichází hrabě z Libočan a žádá jej za ruku dcery jeho Julie, již sobě byl dávno již zamiloval. Zaslepena leskem bohatství a nádhery, kteráž jí kyne ve spojení s hrabětem, zapomíná zcela na milence svého Horymíra a svoluje státi se chotí hraběcí (árie hraběte Anděli krásný, jehož nyní zřím… Tisíce srdcí na tom světě bije a finále Co jest kolem mne, nemohu nijak znáti).

### 2. dějství
(Totéž místo, večer) Slavnost zasnoubení má se na sklonku dne odbývati; Julie co nevěsta hraběte z Libočan přijímá blahopřání svých družek a zve je k tanci a veselí (sbor dívek Krásy vesny). O samotě ji však kruší svědomí ji jímá neblahá předtucha (árie Julie V noc pustou větrové příšerně skučí). Hrabě odvádí snoubenku do vesnické kaple, následován Bořitou a hosty (tercet se sborem Hlas zvonku se roznáší). Za soumraku přichází pak k myslivně Horymír, chtěje se jako obyčejně potěšiti se svou milenkou. Zpěv jeho má ji přivolati (árie Horymíra Krásná milko, lesů dítě). Místo odpovědi milenčiny zaslechne však pojednou cinkot číší a přípitek hodovníkův svědčící novozasnoubencům. Zároveň zpozoruje teprv nyní, že jsou okna myslivny mimo obyčej jasně ozářena. Vyšedši pak z myslivny družba Juliina oznamuje mu, že marně tu již písně lásky zpívá, anto se bývalá milenka jeho Julie zasnubuje právě s hrabětem. Vyřknuv strašlivou kletbu nad zrádnou milenkou kvapí odtud nebohý Horymír u největším zoufalství.

### 3. dějství
(Krajina Svatojanských proudů) V hrozném tom stavu duševním dostane se Horymír sám nevěda jak k tak zvaným proudům svatojanským, kteréž zakryty jsou dosud hustými mlhami, a bouře, jakáž zuří právě v ňadrech oklamaného jinocha, dochází ohlasu v děsném skučení vichru a v hukotu vln Vltaviných (meziaktní hudba – bouře). Zemdlen bojem tím duševním i naléhajícími naň hrůzami přírodními sklesá Horymír na břehu Vltavy k zemi (árie Horymíra Mně zhaslo slunce naděje). V tom se mlhy znenáhla rozptýlí a zrakům jeho objeví se spanilá víla Vltavka obklopena ostatními vílami a zjevy čarovnými (hudba víl se sborem Do šumivého proudu sestoupni). Okouzlující její zpěv (árie Vltavky Jak čarokrásná je ta noc) přivábí k ní Horymíra, jenž slibuje státi se jejím na vždy, pakliže zradu Juliinu zaň pomstí (duet Vltavky a Horymíra Pojď v objetí, miláčku).

### 4. dějství
(Síň v zámku) V zámku hraběcím odbývá se právě slavnost svatební (svatební sbor Jemné pásky vroucí lásky); puzena výčitkami svědomí vyhledává nevěsta Julie samotu, nedbajíc zadržování hraběte (árie hraběte Jsme zasnoubeni, patříš mně), i setká se s Horymírem, kterýž ji zprvu zahrnuje výčitkami, pak ale, když v něm láska k ní znovu vítězí, k útěku ji přemlouvá (árie Horymíra Pojď se mnou jen). Po dlouhém váhání svoluje k tomu Julie, klesajíc mu do náručí (duet Ó jaké pro mne potěšení).
(Proměna – Krajina Svatojanských proudů) Splnivši slib svůj Horymíru daný tím, že pomate smysly Juliiny, objímá Vltavka Horymíra a žádá na něm, aby se stal jejím na věky (árie Vltavky Ó, budiž můj, ty mílku drahý). Zarmoucen odpovídá Horymír, že mu nelze nalézti v lásce její náhradu za ztrátu Juliinu. Mstivá víla pak jej na to usmrtí svým políbením. V krátce na to vystoupí Julie, hledajíc Horymíra, i nalezne mrtvolu jeho ležící na břehu Vltavy (scéna Julie Horymíre!... Zdaž zavolal to z řeky jeho stín). Přispěchá i otec její a ženich, chtějíce ji domů odvésti. Julie šílená vyběhne však na skálu nad vodou vyčnívající a volajíc naposled jméno Horymírovo vrhá se do Vltavy (finále Julie, ty zde?... Ó miláčku můj, polibek jeden dej).

## Nahrávky
Celá opera dosud nebyla nahrána, existuje však několik dosud nevydaných rozhlasových nahrávek předehry opery (1947, Vládní dechovou hudbu řídí Václav Thier; 1952, Pražský rozhlasový orchestr řídí Vlastislav Antonín Vipler; 1973, Plzeňský rozhlasový orchestr řídí Antonín Devátý), jakož i nahrávka árie Julie z 1. dějství Na větvích rosa perlová v podání Libuše Domanínské, již vydal Radioservis, a.s., roku 2015 na CD „Česká romantická opera“ (CR0782-2).
Roku 1987 pořídil průřez operou plzeňský rozhlas a z tohoto průřezu pochází i nahrávka árie hraběte a finále 1. jednání „Anděli jasný, z krajů tajemných“ – zpívají Ivan Kusnjer, Natálie Romanová a Aleš Hendrych na CD „Rarity české opery“ (2011) (Supraphon, SU 4074-2 611).